# 宁老庄镇
宁老庄镇，是中华人民共和国安徽省阜阳市颍泉区下辖的一个乡镇级行政单位。

## 行政区划
宁老庄镇下辖以下地区：
老庄村、兴龙村、清潭村、许庄村、椿树村、唐营村、新农村、富民村、锦湖村、长营村、大田村、梅寨村、马窝村、和盛村、新街村、姜堂村、申庄村、虹桥村、曹寨村和陈集村。